# Vincent Hognon
Vincent Hognon (Nancy, 16 augustus 1974) is een voormalig Franse voetballer (verdediger). Gedurende zijn carrière speelde hij voor AS Nancy, AS Saint-Étienne en OGC Nice.

## Carrière
- AS Nancy (jeugd)
- 1993-2002: AS Nancy
- 2002-2007: AS Saint-Étienne
- 2007-2009 : OGC Nice